# برايان جان
برايان جان هو محامي وسياسي كندي، ولد في 3 فبراير 1963 في كيلونا في كندا. حزبياً، نشط في حزب المحافظين الكندي. وقد انتخب Leader of the Opposition (Alberta) ‏ (1 يونيو 2015 – ) وانتخب عضو الجمعية التشريعية ألبرتا عن دائرة Fort McMurray-Conklin ‏ (2015 – ) وانتخب عضو مجلس العموم الكندي عن دائرة Fort McMurray—Athabasca ‏ (28 يونيو 2004 – 17 يناير 2014).